# ملک (فیلم ۲۰۱۸)
مُلک (به هندی: Mulk) یا کشور فیلمی محصول سال ۲۰۱۸ و به کارگردانی آنوبهاو سینها است. در این فیلم بازیگرانی همچون ریشی کاپور، تاپسی پانو، مانوج پاوا، پراتیک بابار، راجات کاپور، اشوتوش رانا، نینا گوپتا و ایندرانیل سنگوپتا ایفای نقش کرده‌اند.